# Europa Narodów i Wolności
Europa Narodów i Wolności (ang. Europe of Nations and Freedom, ENF, fr. Europe des nations et des libertés, ENL) – grupa polityczna w Parlamencie Europejskim VIII kadencji, zrzeszająca posłów ugrupowań skrajnie prawicowych i eurosceptycznych.

## Historia
W Parlamencie Europejskim VIII kadencji przed jej rozpoczęciem w lipcu 2014 powołano siedem grup politycznych. Zgodnie z obowiązującymi wymogami do utworzenia grupy politycznej wymagane pozostawało zrzeszenie co najmniej 25 posłów reprezentujących przynajmniej jedną czwartą (a więc minimum 7) państw członkowskich. Starania o spełnienie tego warunku podjęły środowiska zrzeszone w skrajnie prawicowej europartii EAF, a więc bliskie francuskiemu Frontowi Narodowemu Marine Le Pen. Zakończyły się one jednak niepowodzeniem – nie udało się bowiem znaleźć przedstawicieli wystarczającej liczby państw członkowskich, by doprowadzić do powołania odrębnej grupy w PE, wobec czego posłowie Europejskiego Sojuszu na rzecz Wolności pozostali eurodeputowanymi niezrzeszonymi.
15 czerwca 2015 Marine Le Pen ogłosiła jednak powstanie nowej eurosceptycznej grupy w PE. W dacie powstania dołączyło do niej 36 deputowanych z 7 państw członkowskich – 20 z francuskiego Frontu Narodowego, 5 z włoskiej Ligi Północnej, 4 z Wolnościowej Partii Austrii, 4 z holenderskiej Partii Wolności, 2 z polskiego Kongresu Nowej Prawicy, 1 z belgijskiego Interesu Flamandzkiego i Brytyjka Janice Atkinson (wykluczona z UKIP). Pierwszymi współprzewodniczącymi zostali Marine Le Pen (do czerwca 2017) i Marcel de Graaff. We wrześniu 2017 funkcję tę objął Nicolas Bay.
W IX kadencji PE frakcja została zastąpiona przez nową grupę pod nazwą Tożsamość i Demokracja.